# Cemitério judaico do Monte das Oliveiras
O Cemitério judaico do Monte das Oliveiras está localizado em Jerusalém, no Monte das Oliveiras, e é o maior e mais antigo cemitério judaico no mundo. Encontra-se em frente à Cidade Velha de Jerusalém e tem mais de 150 mil sepulturas. O seu nome é derivado das oliveiras que, há tempos, decoram a paisagem. O local começou a ser utilizado como cemitério há 3 mil anos.
Importantes figuras encontram-se sepultadas aqui, como Eliezer Ben-Yehuda, pai do hebraico moderno, Shmuel Yosef Agnon, vencedor do Nobel de Literatura, o primeiro-ministro Menachem Begin e sua esposa Aliza.